# Si alza il vento (romanzo)
Si alza il vento (風立ちぬ?, Kaze tachinu) è un romanzo giapponese dello scrittore Tatsuo Hori, composto tra il 1936 e il 1937. Ambientato in un sanatorio a Nagano in Giappone, segue l'evoluzione della malattia della protagonista, il cui nome non viene rivelato. Venne pubblicato a puntate sulla rivista Kaizō. Il titolo è una citazione della poesia Le cimetière marin di Paul Valéry.
L'adattamento in italiano è stato pubblicato nel 2014 da Kappalab.

## Adattamento cinematografico
Il romanzo ha avuto ben tre adattamenti cinematografici. I primi due sono film live-action prodotti uno nel 1954 e l'altro nel 1976 (quest'ultimo realizzato da Mitsuo Wakasugi) mentre il terzo è un lungometraggio d'animazione di Hayao Miyazaki, Si alza il vento del 2013, che si ispira alla storia originale soprattutto per la componente romantica.

## Edizioni
- Si alza il vento, Ferrara, Kappalab, 2014; traduzione di Anna Specchio